# Wedge Tomb von Tireighter

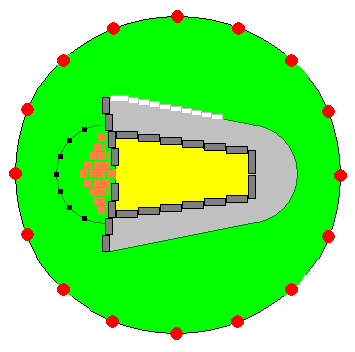
Prinzipskizze Wedge tomb am Beispiel von Island

Das Wedge Tomb von Tireighter (irisch Tír Íochtair) liegt baumbestanden an einem Südosthang bei Park südöstlich von Londonderry über dem River Faughan im County Londonderry in Nordirland. Wedge Tombs (deutsch „Keilgräber“), früher auch „wedge-shaped gallery grave“ genannt, sind ganglose, mehrheitlich ungegliederte Megalithbauten der späten Jungsteinzeit und der frühen Bronzezeit.

## Beschreibung
Das gut erhaltene Wedge Tomb (lediglich ein Endstein der Außenfassade fehlt) ist Ost-West orientiert und 7,55 m lang. Die Breite der Fassade beträgt 5,75 m und die der hier geraden Rückfront 3,8 m. Die beiden äußeren Orthostaten der Frontseite sind mit 1,5 m Höhe die größten. Die typische dreiseitige Doppelfassade ist erhalten. 
Der Zugang hat zwei Portalsteine und führt in eine überdachte Vorkammer voller Erde und Geröll, darunter weiße Quarzsteine. Über einen hohen Schwellenstein erreicht man die  2,15 m lange, aus je einem Seitenstein gebildete, Hauptkammer an deren Rückseite sich ein verschobener Deckstein befindet. Der Rest des Cairns ist in der Nähe der Fassade und an den Seiten erkennbar. Bei archäologischen Untersuchungen des Umfeldes wurde nichts von archäologischem Interesse gefunden.
Ein weiteres Wedge Tomb ( Cashelbane) liegt 7,4 km entfernt.
Nur etwa 3,6 km nordwestlich steht die aus drei Steinen bestehende Steinreihe von Clagan. Zwei wurden umgeworfen und später aufgerichtet (einer schief), der dritte und größte (3,6 m lang) liegt am Boden.